# Rufus Isaacs, 1. Marquess of Reading

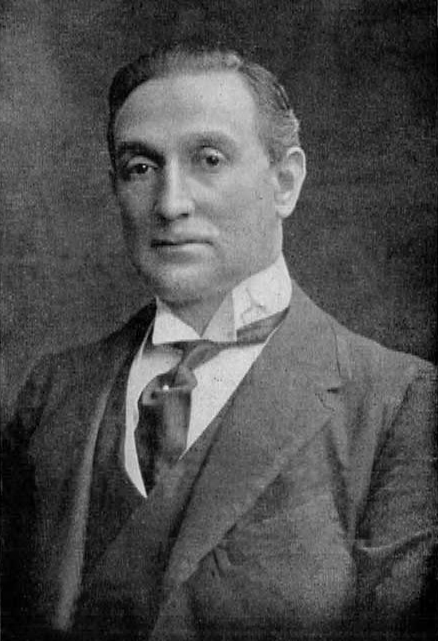
Rufus Isaacs um 1910

Rufus Daniel Rufus Isaacs, 1. Marquess of Reading, GCB, GCSI, GCIE, GCVO, Kt, PC, QC (* 10. Oktober 1860 in Spitalfields, London; † 30. Dezember 1935 in London), war ein britischer Politiker und Jurist.

## Leben

### Frühe Jahre
Isaacs war Sohn eines jüdischen Obsthändlers. Mit fünfzehn begann er im Familienunternehmen mitzuarbeiten. 1876–77 fuhr er als Schiffsjunge zur See. Von 1880 bis 1884 arbeitete er an der Börse. 1887 begann er, als Anwalt zu arbeiten und wurde am Middle Temple als Barrister zugelassen.
Nachdem er viele Jahre als angesehener Anwalt gearbeitet hatte, erlangte Isaacs 1904 nationale Berühmtheit aufgrund seiner aufsehenerregenden Verteidigung in dem Fall „Whitaker Wright“. Er wurde noch im selben Jahr als Abgeordneter der Liberalen Partei für den Wahlkreis Reading ins Unterhaus gewählt. Seinen Sitz im Unterhaus sollte er bis 1913 innehaben. 1912 war er in den Marconi-Skandal involviert.

### Politische Ämter

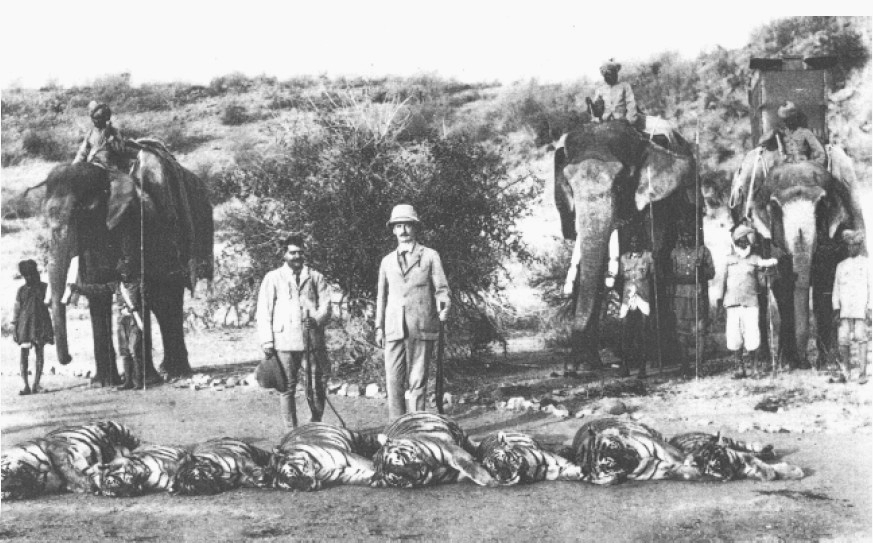
Isaacs auf Tigerjagd in Indien um 1925

In den Jahren 1905 bis 1913 amtierte Isaacs in den Regierungen von Sir Henry Campbell-Bannerman (1905–1908) und Herbert Henry Asquith (1908–1916) als Solicitor General und Attorney General. In letzterer Eigenschaft war er der erste Inhaber des Amts, der einen Sitz im Kabinett zugesprochen bekam (1912). 1911 wurde er ins Privy Council aufgenommen. 1913 wurde er zum Lord Chief Justice of England and Wales ernannt. Dieses Amt bekleidete er bis 1921.
1918 wurde Isaacs, als Nachfolger von Cecil Spring-Rice, zum britischen Botschafter für die Vereinigten Staaten in Washington D.C. ernannt. Parallel dazu fungierte er weiterhin als Lord Chief Justice. Nachdem er bereits 1919 von seinem Posten als Botschafter zurückgetreten war, wurde er 1921 zum Vizekönig von Indien berufen. Obwohl er im Vergleich zu seinen Amtsvorgängern einen ausgleichsorientierteren Kurs anstrebte, bewogen ihn die Entwicklungen in Indien mitunter zu harten Regierungsmethoden. So ließ er Mahatma Gandhi 1922 wegen Aufrührerei inhaftieren. In der Allparteienregierung von 1931 diente Isaacs kurzzeitig als Außenminister, schied aber bereits nach drei Monaten (August bis November 1931) wegen seiner schlechten Gesundheit aus der Regierung aus.

## Nobilitierung und Ehrungen
In Anerkennung seiner Verdienste wurde Isaacs 1910 als Knight Bachelor in den persönlichen Adelsstand erhoben. 1911 wurde er auch als Knight Commander des Royal Victorian Order ausgezeichnet. Nach seinem Ausscheiden aus dem Unterhaus wurde er am 9. Januar 1914 als Baron Reading, of Erleigh in the County of Berkshire, zum erblichen Peer erhoben und wurde dadurch Mitglied des Oberhauses. 1915 wurde er zum Knight Grand Cross des Order of the Bath geschlagen. Am 26. Juni 1916 wurde ihm auch der erbliche Titel Viscount Reading, of Erleigh in the County of Berkshire, und am 20. Dezember 1917 die erblichen Titel Earl of Reading und Viscount Erleigh, of Erleigh in the County of Berkshire, verliehen. 1921 wurde er jeweils als Knight Grand Commander in den Order of the Star of India und in den Order of the Indian Empire aufgenommen und 1922 zum Knight Grand Cross des Royal Victorian Order erhoben. Am 7. Mai 1926 wurde ihm schließlich der erbliche Titel Marquess of Reading verliehen – dem höchsten Adelsrang, der jemals von einem Juden im Vereinigten Königreich erreicht wurde. 1929 wurde er in die American Academy of Arts and Sciences gewählt. Von 1934 bis zu seinem Tod war er Lord Warden of the Cinque Ports.
Gemeinsam mit Alfred Mond und Herbert Louis Samuel gründete Issacs die Vorgängerinstitution der Israel Electric Corporation (IEC) im britischen Völkerbundsmandat für Palästina. Das Kraftwerk Reading in Tel Aviv ist nach ihm benannt.

## Ehen und Nachkommen
Er heiratete in erster Ehe 1887 Alice Edith Cohen (um 1866–1930). Mit ihr hatte er einen Sohn, Gerald Rufus Isaacs (1889–1960), der bei seinem Tod, 1935, seine Peerwürden als 2. Marquess of Reading erbte.
Nach dem Tod seiner ersten Gattin heiratete er 1931 Stella Charnaud (1894–1971), die 1958 als Life Peeress zur Baroness Swanborough erhoben wurde. Diese Ehe blieb kinderlos.